# Sue O’Connor
Sue O’Connor ist eine australische Archäologin.

## Arbeit
O’Connor studierte an der University of New England in Australien, wo sie den Bachelor erwarb, und an der University of Western Australia, wo sie promoviert wurde. Sie ist als Professorin der School of Culture, History & Language an der Australian National University in Canberra tätig. 
Sie ist Expertin für Archäologie in Neuguinea und den pazifischen Inseln, außer Neuseeland, und der Aborigines und Torres-Strait-Insulaner. Ihr Forschungsgebiet befasst sich mit der Archäologie in Australien und Südostasien, der pleistozänen Besiedlung Australiens, Papua-Neuguineas und der Inseln Südostasiens durch den anatomisch modernen Menschen (Homo sapiens) und der Verbindung zwischen diesen Regionen und mit den Veränderungen und der Kontinuität nach dem Ende der Jungsteinzeit in der Inselwelt Südostasiens. Dazu kommen noch als Thema der Einfluss des Menschen auf die Umwelt und Höhlenmalereien.
Derzeit arbeitet O’Connor an einem archäologischen Projekt in Osttimor, das die kulturellen und ökologischen Veränderungen beim Wechsel von der Jungsteinzeit in das Metallzeitalter untersucht. Frühere Forschungen wurden bereits im Osten der Molukken und anderen Orten Wallaceas durchgeführt. Parallel laufen Forschungen in Papua-Neuguinea. Untersucht werden die pleistozäne Besiedlung der Inselwelt Südostasiens, Australiens und seiner Umgebung und ihre Folgen.
O’Connor erhielt 2012 den Awarded Australian Research Council Laureate Fellowship und war Mitglied der Awarded Australian Research Council QEII Fellowship (1999–2003) mit dem Projekt „Characterising the Island Southeast Asian Neolithic Transition: a comparison of preceramic and ceramic (Neolithic) maritime cultures“.

## Bemerkenswerte Funde

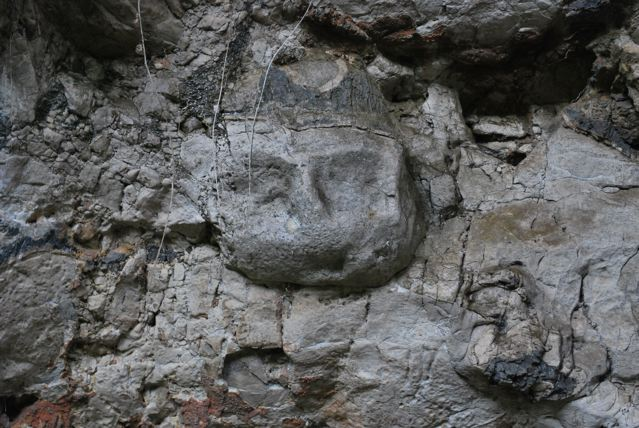
Eines der Steingesichter von Lene Hara

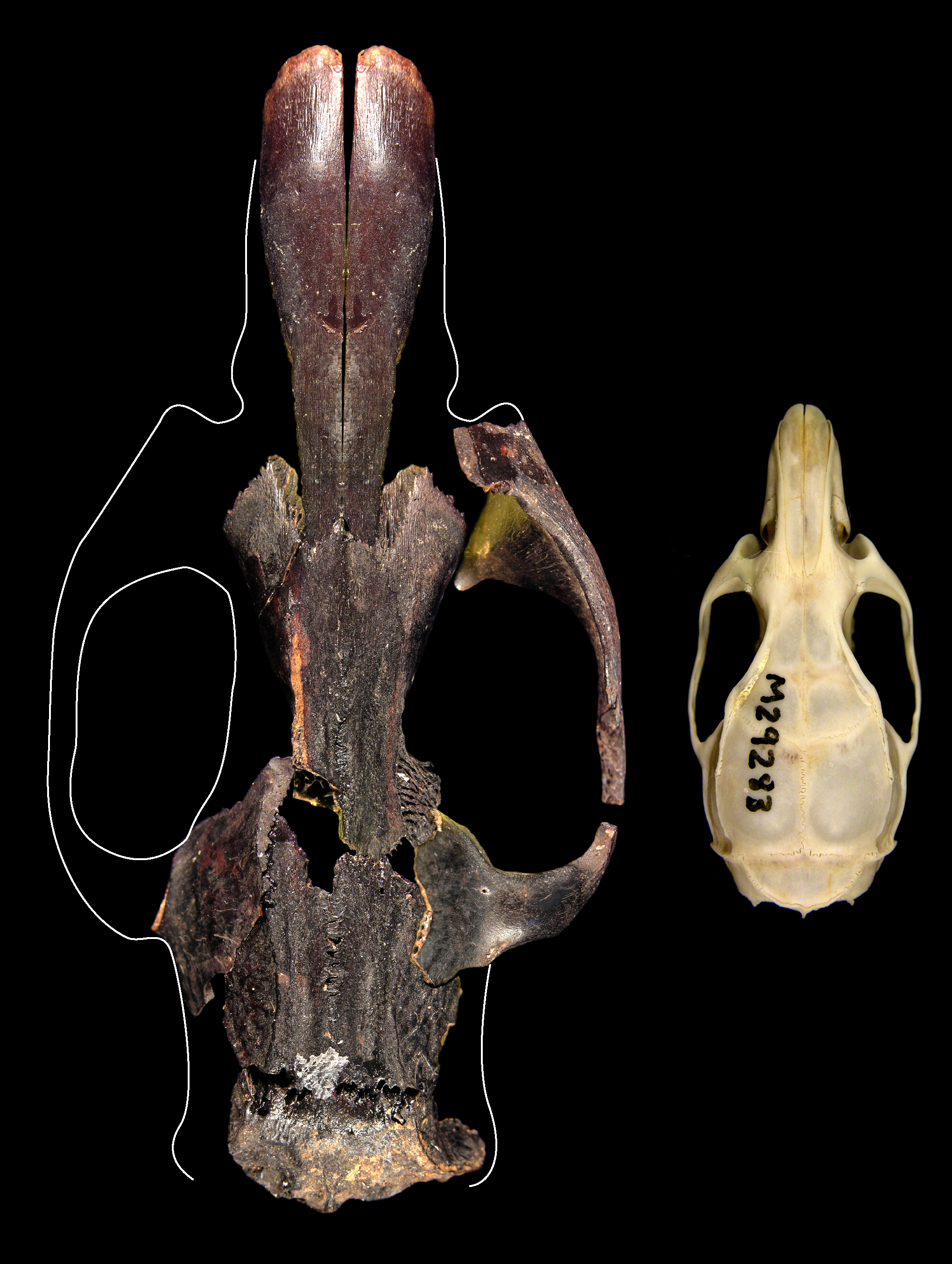
Fast kompletter Schädel von Coryphomys musseri (links) im Größenvergleich zum Schädel einer Hausratte

Bereits in den 1990er Jahren arbeitete Sue O’Connor an verschiedenen Fundstätten in Osttimor. In Ile Kére Kére und Lene Hara konnte O’Connor Besiedlungen nachweisen, die bis 30 bis 35.000 Jahre zurückreichen. 2009 fand das Team mit O’Connor in Lene Hara Gesichter, die in den Stein graviert waren und auf ein Alter von 10.000 Jahren geschätzt werden.
In Jerimalai wurden von O’Connor Spuren menschlicher Besiedlung gefunden, die mit mehr als 42.000 Jahren (38.255 ± 596 BP in Testschnitt A und 37.267 ± 453 BP für Testschnitt B (Wk-17833)) älter sind als andere Funde zwischen dem Festland Südostasiens und Australien. Sie erhärten die Theorie, dass sich der anatomisch moderne Mensch auf der Südroute über die Kleinen Sundainseln von Asien nach Australien ausbreitete und nicht über die Nordroute über Borneo, Sulawesi und Neuguinea. O’Connor bezeichnet daher den Fundort als weltbedeutend. Frühere Funde auf den Inseln der Südroute waren deutlich zu jung, um diesen Ausbreitungsweg zu belegen. Außerdem wurden in Jerimalai Bruchstücke des ältesten bekannten Angelhakens der Welt gefunden. Er wird auf ein Alter zwischen 16.000 und 23.000 Jahre geschätzt. Muscheln, die zu einer Halskette verarbeitet wurden und die man ebenfalls an der Ostspitze Timors fand, wurden auf 6.500 Jahre geschätzt. Sie sind damit Zeugnis der zweitältesten Muschelhalskette weltweit.
In der Höhle Matja Kuru entdeckte das Team von O’Connor erstmals Überreste der ausgestorbenen Musser-Timor-Ratte (Coryphomys musseri) und ein Knochenstück, das Teil einer 35.000 Jahre alten Harpune war und das älteste Relikt der verwendeten, komplexen Bindungstechnik – für das Einsetzen in einen Schaft – in der Region darstellt.

## Veröffentlichungen (Auswahl)
- Nine New Painted Rock Art Sites from East Timor in the context of the Western Pacific Region. In: Asian Perspectives. 42, No. 1, 2003, ISSN 0066-8435, S. 96–128.
- mit John Norman Miksic, Geok Yian Goh: Rethinking Cultural Resource Management in Southeast Asia. Preservation, Development, and Neglect. 2011, ISBN 978-0-85728-389-4, S. 49ff